# نيكولا مايو
نيكولا مايو (بالفرنسية: Nicolas Mahut)‏ (مواليد 21 يناير 1982 في أنجيه)، هو لاعب كرة مضرب فرنسي يلعب باليد اليمنى بدأ مسيرته كمحترف عام 2000، ويحتل حالياً المرتبة رقم. 4 في (25 أبريل 2016) بمنافسات الزوجي في تصنيف رابطة محترفي كرة المضرب. أعلى تصنيف له في الفردي كان المركز الـ 37 في سنة 2014.

## روابط خارجية
- نيكولا مايو على موقع رابطة محترفي التنس (الإنجليزية)
- نيكولا مايو على موقع الاتحاد الدولي لكرة المضرب (الإنجليزية)
- نيكولا مايو على موقع كأس ديفيز (الإنجليزية)
- نيكولا مايو على موقع بطولة ويمبلدون (الإنجليزية)
- نيكولا مايو على موقع خلاصة التنس.كوم (الإنجليزية)
- نيكولا مايو على موقع إي إس بي إن.كوم (الإنجليزية)
- نيكولا مايو على موقع اللجنة الأولمبية الدولية (الإنجليزية)
- نيكولا مايو على موقع أوليمبيديا (الإنجليزية)
- نيكولا مايو على موقع اللجنة الأولمبية الفرنسية (مؤرشف) (الفرنسية)